# Josse le Court
Josse Le Court (ou de Corte, 1627-1679) est un sculpteur baroque flamand, né à Ypres, mais principalement actif à Venise après 1657.

## Biographie
Il est également connu sous les noms de Giusto Le Court, Giusto Cort ou Josse Lecurt voire Josse Cort. Il a été l’élève à Rome de François Duquesnoy.
Parmi ses élèves, on compte à Venise Heinrich Meyring (Enrico Merengo), Francesco Cavrioli, Francesco Penso et Orazio Marinali. Ensemble, ils ont tous contribué, avec Tommaso Rues influencé par le Court, à la vaste décoration sculpturale de l'extérieur de l'église de la Salute.

## Œuvres

### À Venise
- Le maître autel de la basilique Santa Maria della Salute de Venise.
- Le maître autel de l’église Sant'Andrea della Zirada à Venise représentant la transfiguration du Christ au Mont Tabor, dernier œuvre Vénitienne de 1669.
- On lui attribue la statue d'Antonio Barbaro de la façade de l’église Santa Maria del Giglio.
- Les télamons de l’église d’Ospedaletto (en).
- La statue de la Saint Gherardo Sagredo, dans la chapelle Sagredo de l’église San Francesco della Vigna.
- Le tombeau d'Almerico d'Este, dans la basilique Santa Maria Gloriosa dei Frari.
- Ca' Rezzonico
  - Allégorie de l'Envie et Allégorie de l'Hiver
- La statue de Marc sur la façade de l'église du Rédempteur de Venise

### Œuvres hors Venise
- Le tombeau de Caterina Corner, dans la Basilique del Santo à Padoue.
- L'envie au Musée national de Cracovie.

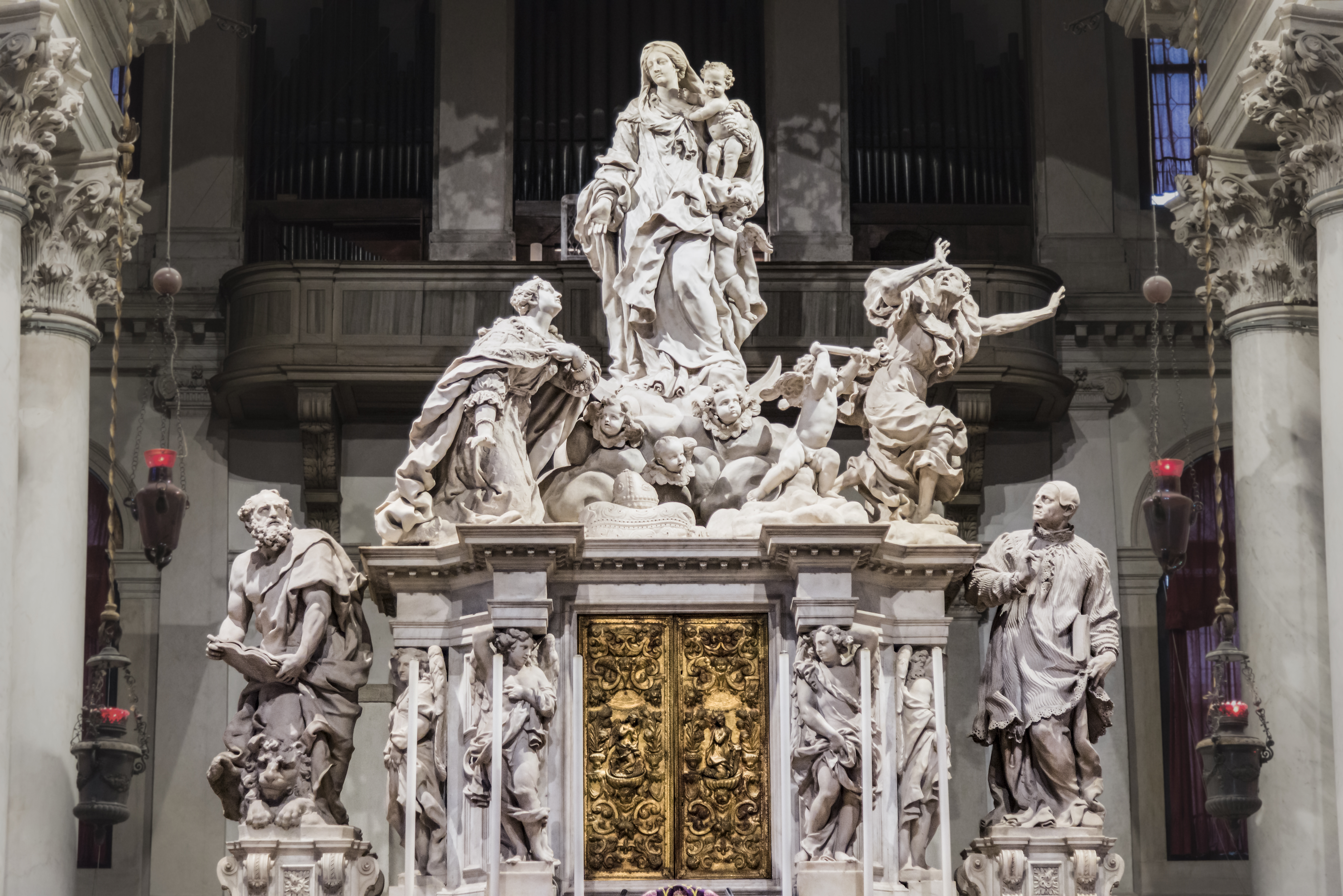
Maître autel de la basilique Santa Maria della Salute de Venise
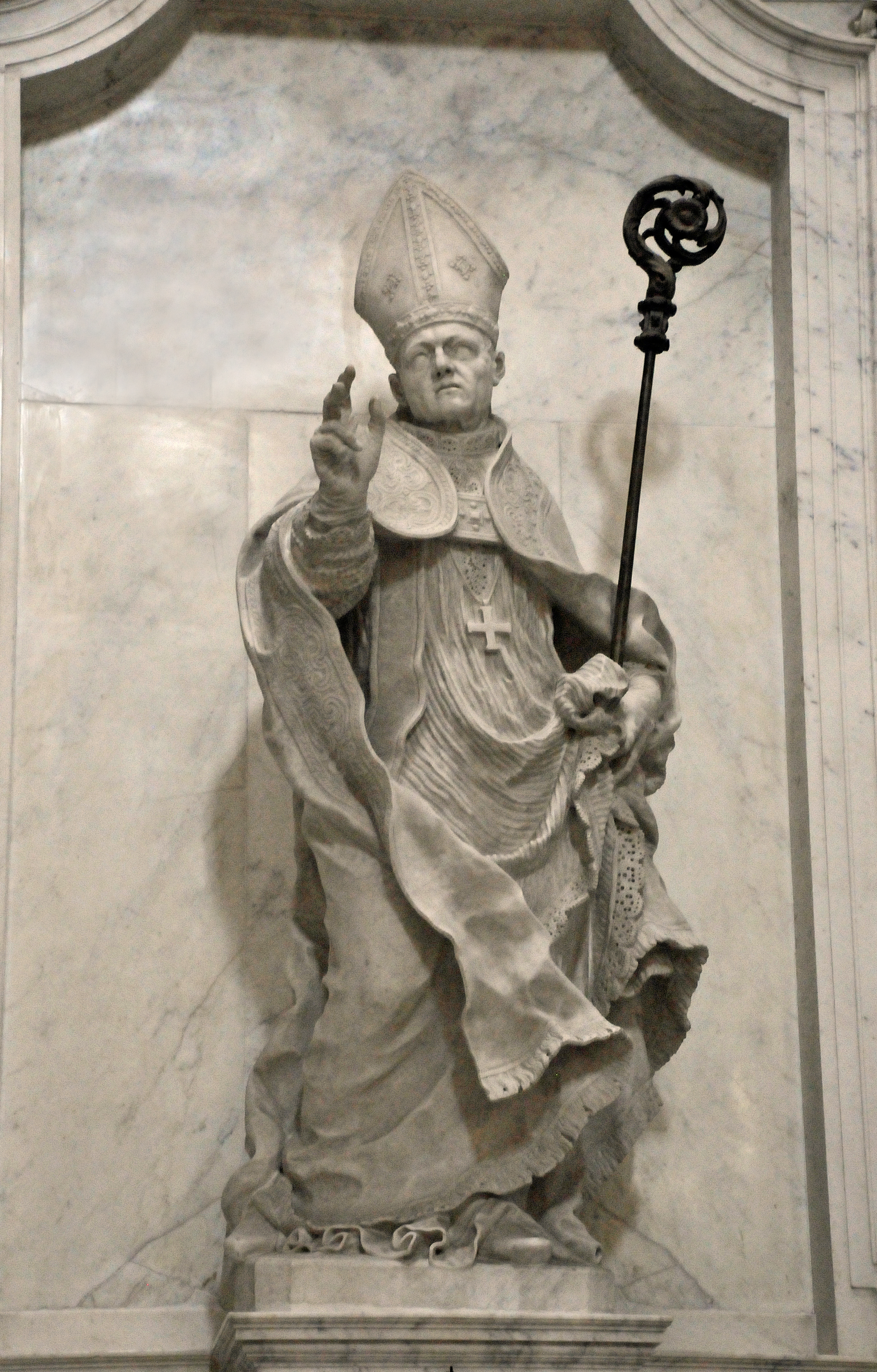
Gherardo Sagredo, San Francesco della Vigna
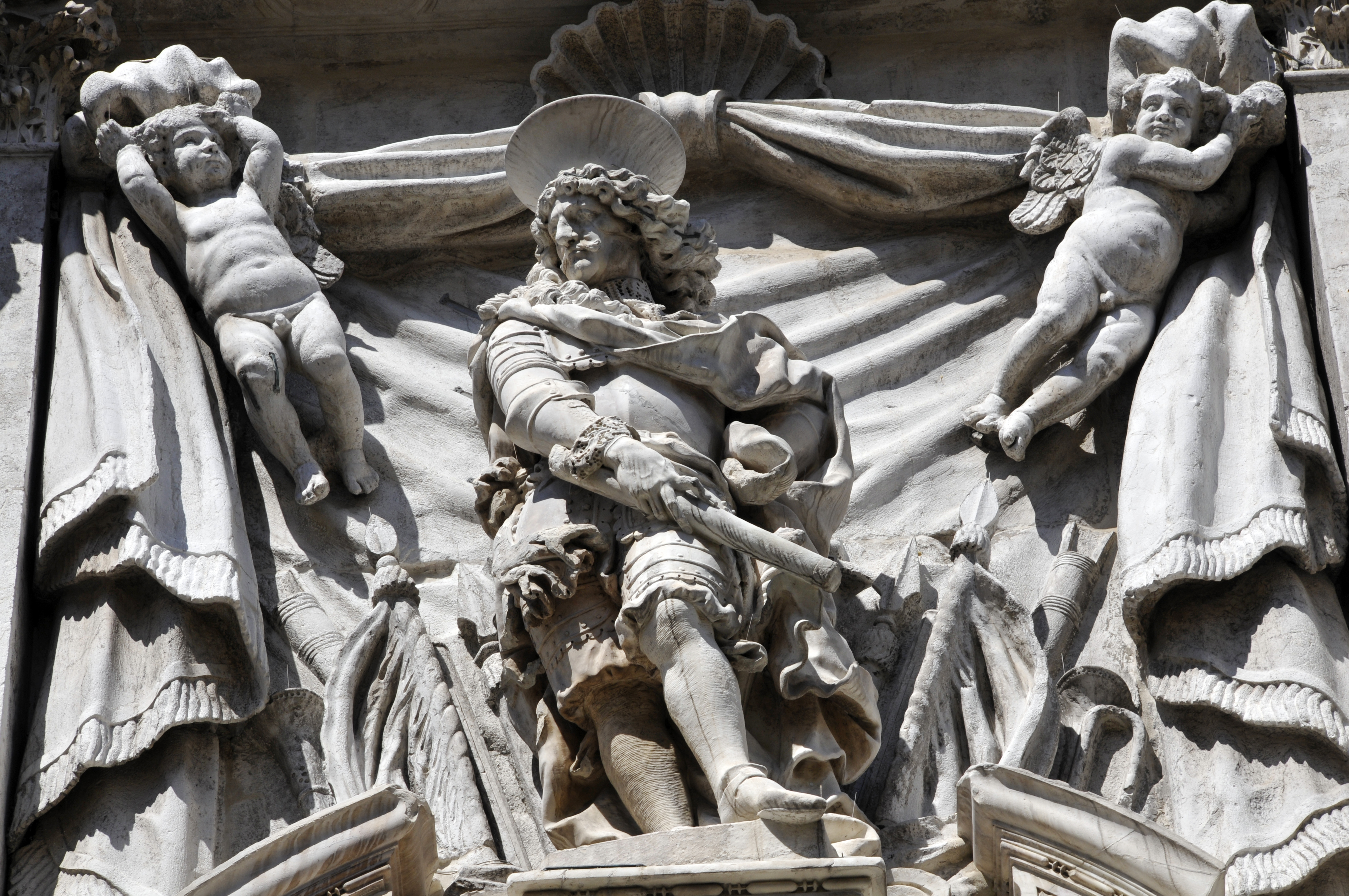
Fronton de Santa Maria del Giglio à Venise
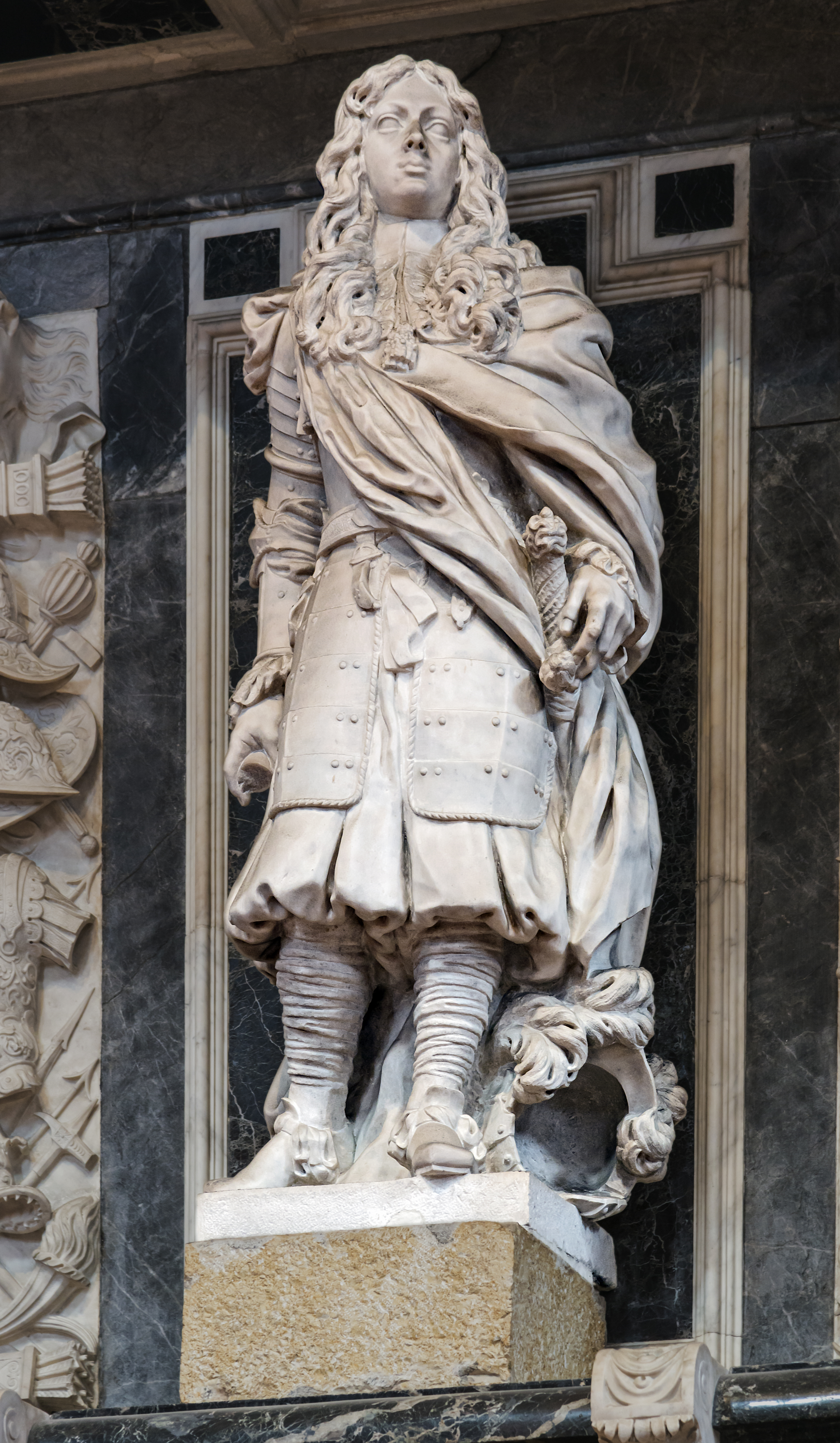
Almerico d'Este, Santa Maria Gloriosa dei Frari
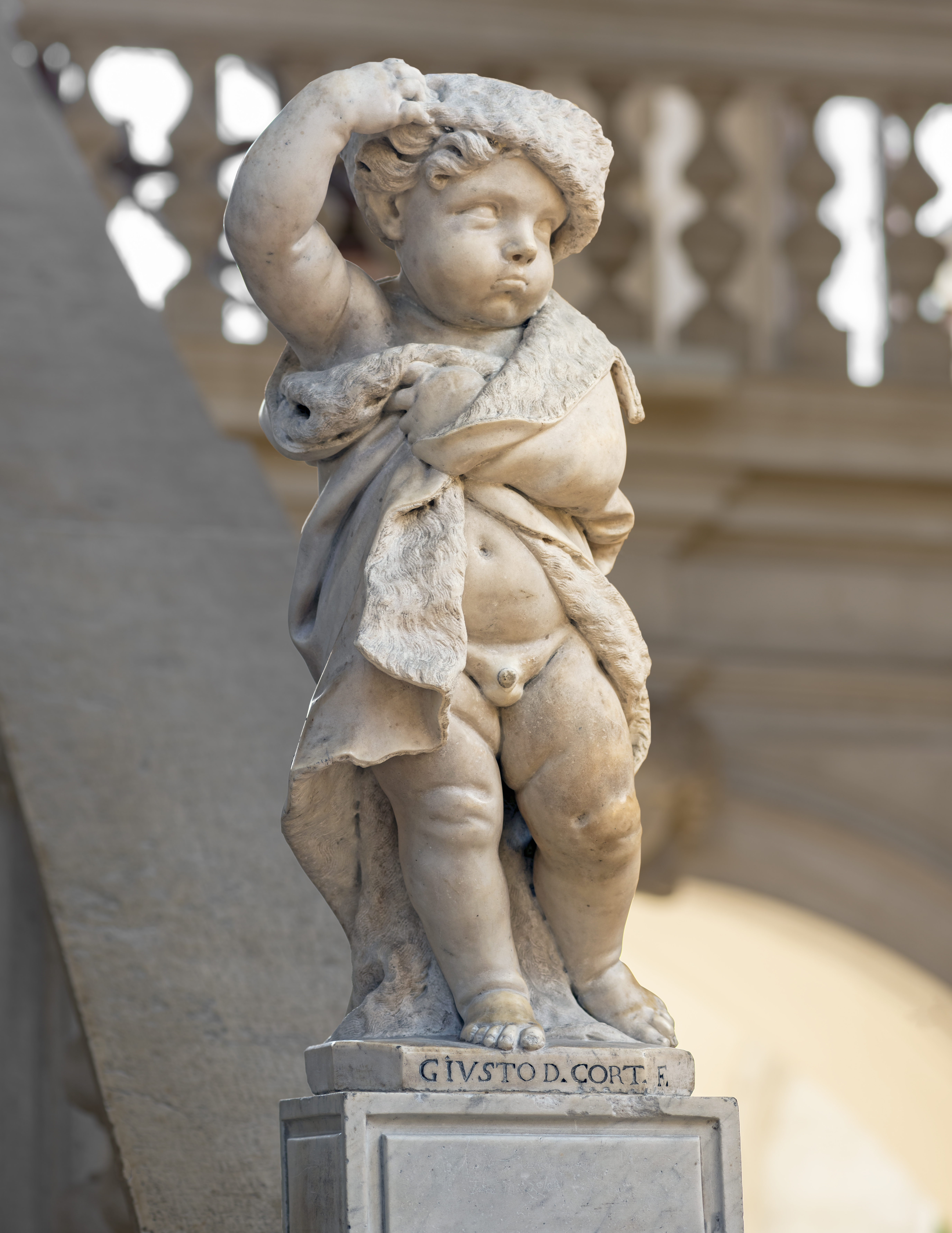
L'Hiver, Ca' Rezzonico
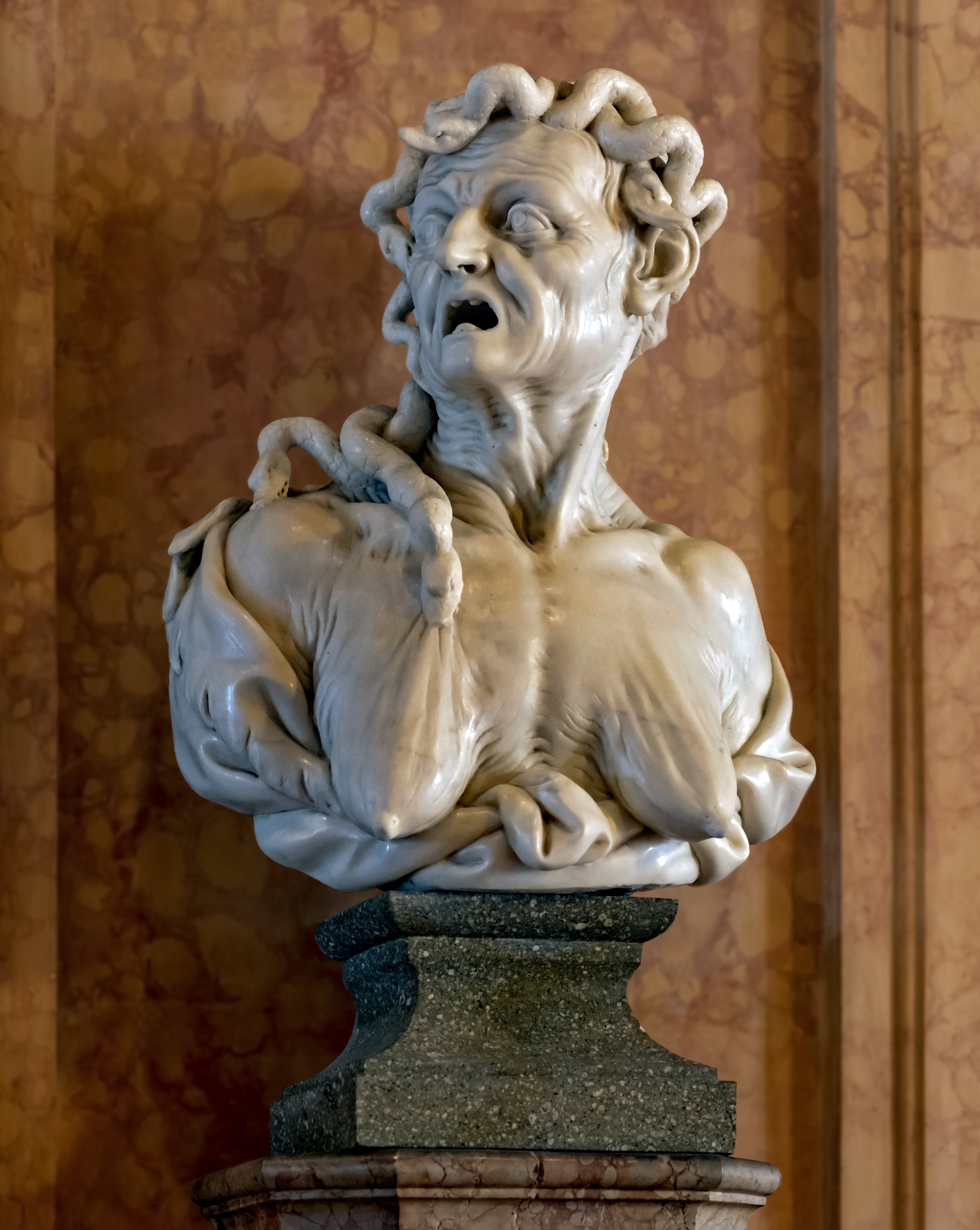
l'Envie, Ca' Rezzonico
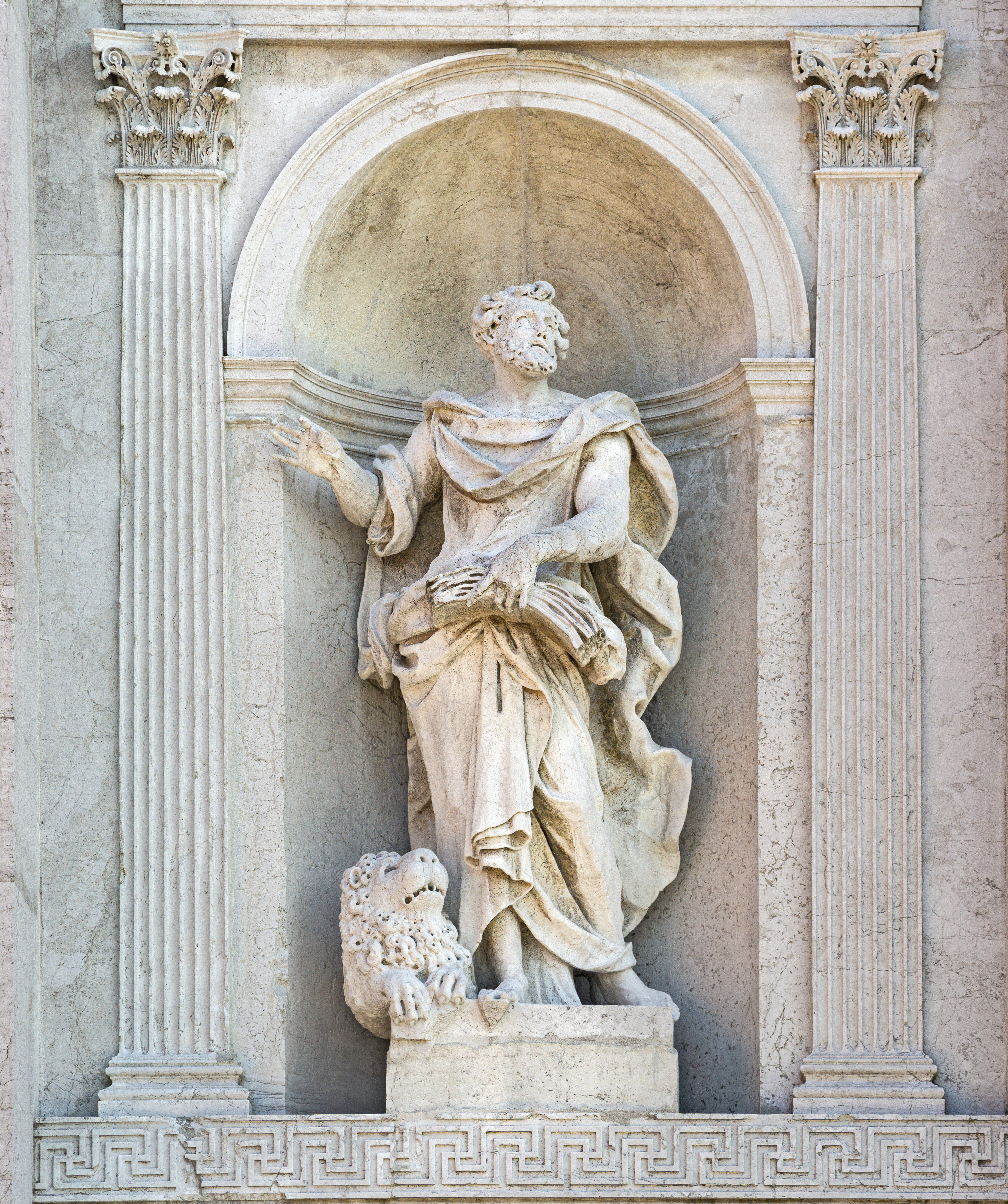
Marc (évangéliste) Église du Rédempteur de Venise